# Konrad Törnqvist
Konrad Emanuel Törnqvist, född 17 juli 1888 i Falköpings stadsförsamling, Falköping, Skaraborgs län, död 12 juli 1952 i Jonsereds kyrkobokföringsdistrikt, Göteborgs och Bohus län
, var en svensk fotbollsspelare som under större delen av sin klubbkarriär tillhörde IFK Göteborg med vilka han vann tre SM-guld. Sammanlagt blev det nära 500 matcher för "Blåvitt" under 17 säsonger, de flesta som centerhalv. 
Törnqvist var uttagen till den svenska fotbollstruppen i OS i Stockholm 1912 där han spelade 1 match i "tröstturneringen" då Sverige redan åkt ur huvudturneringen. 
Törnqvist spelade under åren 1909-19 sammanlagt 14 landskamper där han också gjorde 2 mål.

## Meriter

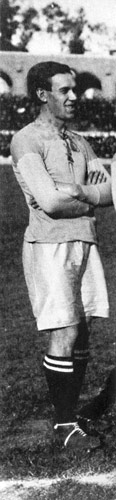
Törnkvist vid en landskamp mot Danmark 1913

### I klubblag
IFK Göteborg
- Svensk mästare (3): 1908, 1910, 1918

### I landslag
Sverige
- Uttagen till OS: 1912 (spelade i en av två matcher)
- 14 landskamper, 2 mål

### Individuellt
- Mottagare av Stora grabbars märke, 1926

### Webbsidor
- IFK Göteborg historik, ifkgoteborg.se, läst 2013 01 30
- Konrad Törnqvist på Sveriges Olympiska Kommittés webbplats
- Törnqvist på sports-reference.com
- Lista på landskamper, svenskfotboll.se, läst 2013 01 29
- "Olympic Football Tournament Stockholm 1912", fifa.com, läst 2013 01 29